# Dicranomyia aegrotans
Dicranomyia aegrotans là một loài ruồi trong họ Limoniidae. Chúng phân bố ở miền Australasia.